# 2004年夏季残疾人奥林匹克运动会伊朗代表团
2004年夏季残疾人奥林匹克运动会伊朗代表团是伊朗派出的2004年夏季残疾人奥林匹克运动会代表团。获得6枚金牌、3枚银牌和13枚铜牌。